# Mercuròu
Mercurol és un municipi francès situat al departament de la Droma i a la regió d'Alvèrnia-Roine-Alps. L'any 2007 tenia 2.070 habitants.

## Demografia

### Població
El 2007 la població de fet de Mercurol era de 2.070 persones. Hi havia 717 famílies de les quals 133 eren unipersonals (47 homes vivint sols i 86 dones vivint soles), 239 parelles sense fills, 306 parelles amb fills i 39 famílies monoparentals amb fills.
La població ha evolucionat segons el següent gràfic:
Habitants censats

### Habitatges
El 2007 hi havia 790 habitatges, 746 eren l'habitatge principal de la família, 34 eren segones residències i 11 estaven desocupats. 759 eren cases i 26 eren apartaments. Dels 746 habitatges principals, 616 estaven ocupats pels seus propietaris, 108 estaven llogats i ocupats pels llogaters i 22 estaven cedits a títol gratuït; 2 tenien una cambra, 25 en tenien dues, 50 en tenien tres, 185 en tenien quatre i 484 en tenien cinc o més. 637 habitatges disposaven pel capbaix d'una plaça de pàrquing. A 268 habitatges hi havia un automòbil i a 439 n'hi havia dos o més.

### Piràmide de població
La piràmide de població per edats i sexe el 2009 era:
| Homes | Edats   | Dones |
| ----- | ------- | ----- |
| 0     | 95 o +  | 0     |
| 0     | 90 a 94 | 4     |
| 0     | 85 a 89 | 8     |
| 8     | 80 a 84 | 4     |
| 12    | 75 a 79 | 24    |
| 40    | 70 a 74 | 32    |
| 48    | 65 a 69 | 44    |
| 48    | 60 a 64 | 28    |
| 28    | 55 a 59 | 40    |
| 92    | 50 a 54 | 68    |
| 92    | 45 a 49 | 60    |
| 76    | 40 a 44 | 76    |
| 72    | 35 a 39 | 84    |
| 36    | 30 a 34 | 44    |
| 56    | 25 a 29 | 24    |
| 52    | 20 a 24 | 24    |
| 72    | 15 a 19 | 68    |
| 88    | 10 a 14 | 72    |
| 60    | 5 a 9   | 52    |
| 28    | 0 a 4   | 20    |

## Economia
El 2007 la població en edat de treballar era de 1.382 persones, 1.023 eren actives i 359 eren inactives. De les 1.023 persones actives 964 estaven ocupades (498 homes i 466 dones) i 60 estaven aturades (24 homes i 36 dones). De les 359 persones inactives 138 estaven jubilades, 117 estaven estudiant i 104 estaven classificades com a «altres inactius».

### Ingressos
El 2009 a Mercurol hi havia 750 unitats fiscals que integraven 2.049 persones, la mediana anual d'ingressos fiscals per persona era de 20.292 €.

### Activitats econòmiques
Dels 103 establiments que hi havia el 2007, 2 eren d'empreses extractives, 3 d'empreses alimentàries, 5 d'empreses de fabricació d'altres productes industrials, 22 d'empreses de construcció, 25 d'empreses de comerç i reparació d'automòbils, 5 d'empreses de transport, 4 d'empreses d'hostatgeria i restauració, 1 d'una empresa d'informació i comunicació, 4 d'empreses financeres, 8 d'empreses immobiliàries, 6 d'empreses de serveis, 10 d'entitats de l'administració pública i 8 d'empreses classificades com a «altres activitats de serveis».
Dels 29 establiments de servei als particulars que hi havia el 2009, 1 era una oficina de correu, 4 tallers de reparació d'automòbils i de material agrícola, 1 taller d'inspecció tècnica de vehicles, 4 paletes, 6 guixaires pintors, 3 fusteries, 2 lampisteries, 2 electricistes, 3 perruqueries, 1 agència immobiliària i 2 salons de bellesa.
Dels 4 establiments comercials que hi havia el 2009, 2 eren fleques i 2 drogueries.
L'any 2000 a Mercurol hi havia 84 explotacions agrícoles que ocupaven un total de 1.377 hectàrees.

## Equipaments sanitaris i escolars
L'únic equipament sanitari que hi havia el 2009 era una farmàcia.
El 2009 hi havia 2 escoles elementals.

## Poblacions més properes
El següent diagrama mostra les poblacions més properes.